# بازاریابی نفربه‌نفر
بازاریابی نفر به نفر در واقع نوعی بازاریابی رابطه‌مند بوده و مبتنی بر یک ایده ساده است: «رفتار مختلف با مشتریان مختلف».
تجربه‌ها نشان می‌دهد برای اینکه مدیری در این نوع از بازاریابی به یک مدیر موفق تبدیل شود باید قادر باشد رفتار شرکت خود را بر اساس مشتریان منحصر به فرد تغییر دهد با توجه به اینکه:
- چه اطلاعاتی از مشتریان منحصر به فرد داریم.
- مشتریان به ما چه می‌گویند (از ما چه می‌خواهند).

## تاریخچه
اگرچه از اوایل پیدایش اینترنت به نوعی از بازاریابی نفربه نفر استفاده می‌شده‌است ولی شروع عملی آن با گسترش اینترنت و توسعه فناوری‌های مرتبط با آن همراه بوده و از شروع علمی آن نیز با انتشار کتاب «آینده بازاریابی نفر به نفر» در سال ۱۹۹۳ توسط دان پپرز و مارتا راجرز مقارن است. به باور نویسندگان این کتاب می‌توان از مشتریان به‌طور کامل و ۱۰۰٪ منفعت کسب نمود و برای این منظور بایستی تمرکز از «سهم بازار» را به «سهم مشتری» یا میزان درآمد قابل کسب از هر یک از مشتریان تغییر داد.

## مزایا
- افزایش فروش: همانند بازاریابی سنتی یکی از معیارهای موفقیت بازاریابی نفربه نفر میزان فروش می‌باشد.
- کاهش هزینه‌های پردازش و تبادلات: اساس بازاریابی نفر به نفر این است که تا حد امکان خرید را برای مشتریان راحت و آسان نماید. با تسهیل خرید، هزینه‌های پردازش و مدت زمان لازم برای پیگیری تبادلات نیز کاهش می‌یابد که این کار خیلی ساده‌تر از بالا بردن وفاداری مشتریان است.
- کاهش فرسایش مشتریان: ایجاد وفاداری بیشتر در مشتریان از دیگر مزایای بازاریابی نفربه نفر است. باید میزان نارضایتی آنهارا شناسایی نمود دلایل آن را شناخت و راهی رابرای برطرف کردن آن پیدا کرد.
- تسریع در امور خرید و سایر تبادلات: راحتی برای مشتری به معنای تسریع در انجام کار مربوط به آن‌ها است. پس اگر مشتری بخواهد برای انجام امور خویش وقت کمتری صرف کند باید سرعت پردازش و انجام فعالیت‌ها را افزایش داد.
- افزایش رضایت مشتریان: می‌توان با انجام کار به‌طور بهینه رضایت مشتری را افزایش داد و چنانچه مدیریت در تمام سطوح سازمانی به رضایت مشتریان پایبند باشد احتمالاً سازمان در اجرای برنامه بازاریابی نفر به نفر سریعتر به نتیجه خواهد رسید.

## مراحل اجرا
برای اجرای بازاریابی نفر به نفر چهار مرحله وجوددارد:
1. شناسایی مشتریان: مشتریان از دو جنبه با هم تفاوت دارند:
  - سطوح متفاوتی از ارزش را به شرکت ارئه می‌کنند.
  - نیازهای متفاوتی دارند.
2. متمایز کردن مشتریان
  - فعالیت‌ها را اولویت‌بندی کرده و بیشترین مزیت را از مشتریان با ارزش کسب نماییم.
  - رفتار شرکت را متناسب با نیازهای مشتریان تغییر دهیم.
  - میزان و نوع تمایزی که بین مشتریان قائل می‌شویم به ما کمک می‌کند تا تصمیم بگیریم کدام راهبرد بازاریابی نفربه نفر رادر شرایط خاص به کار بریم.
3. تعامل با مشتریان
4. مشتری‌مداری